# Altsüdarabische Kunst

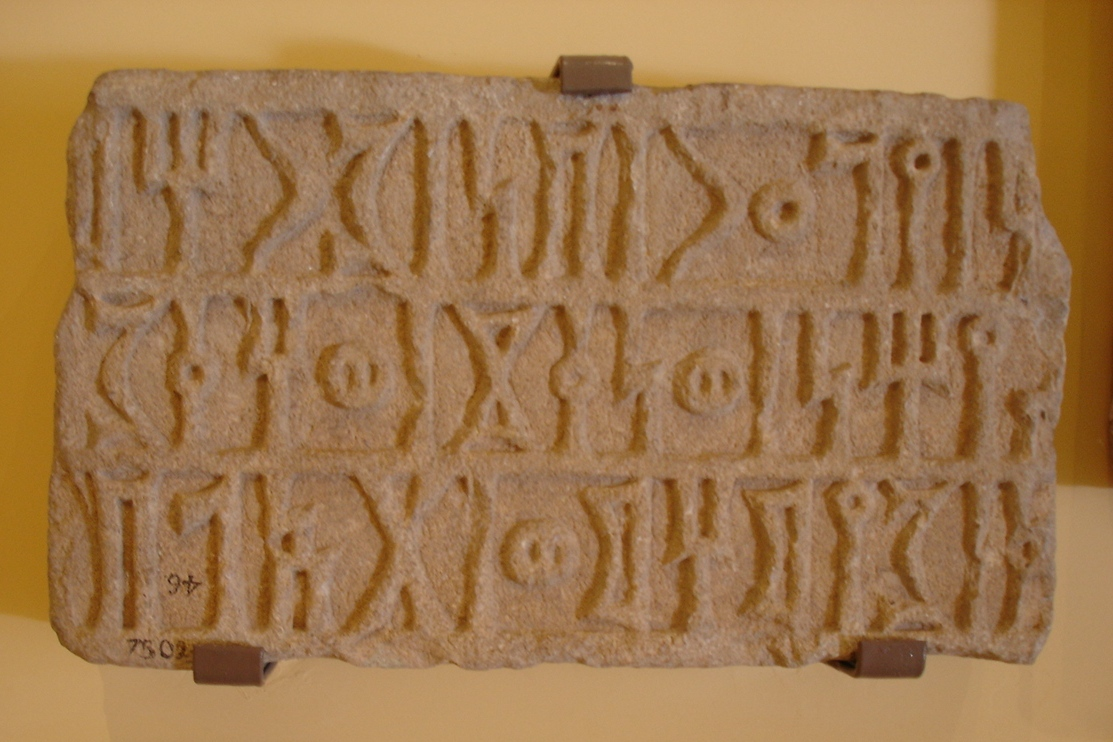
Altarabische Inschrift aus Südarabien aus dem 3. Jahrhundert v. Chr. in einer alten südarabischen Sprache. Archäologisches Museum Istanbul

Die Altsüdarabische Kunst entstand ab dem 3. Jahrtausend v. Chr. in vorislamischen Kulturen der Arabischen Halbinsel an den Küstenzonen des Persischen Golfs.

## Geschichte und Entwicklung
Die altarabische Kunst erlebte ihre erste Blüte zu Beginn des 1. Jahrtausends v. Chr. gleichzeitig mit der südarabischen Hochkultur, schwerpunktmäßig im heutigen Jemen, in den Reichen der Sabäer und Minäer. Im 5. Jahrhundert v. Chr. war die Blütezeit von Saba, deren Zentren sich in Ma'rib und Sirwah befanden.
Neben Einflüssen aus dem Alten Orient war sie seit dem 5. Jahrhundert v. Chr. starken griechischen Einflüssen ausgesetzt, die an der Fortentwicklung der altsüdarabischen Kunst mutmaßlich stark beteiligt waren. Typisch für die altsüdarabische Kunst sind, sowohl in der Plastik als auch in der Architektur, geometrische, stilisierte Formen, die sich seit dem 5. Jahrhundert v. Chr. in flüssigere Formen wandelten.
Die Könige von Himyar erlangten Ende des 3. Jahrhunderts n. Chr. die Herrschaft über Südarabien, das aufgrund seines Reichtums in der antiken Welt den Beinamen „Arabia Felix“ (glückliches Arabien) hatte. Später entstand im 4. Jahrhundert n. Chr. im Norden der arabischen Halbinsel das Reich der Nabatäer, in dem sich eine eigene Kunst entwickelte (nabatäische Kunst), die zwischen den Kulturen Arabiens und des Mittelmeerraums vermittelte.
Mit dem Vordringen des Islams im 7. Jahrhundert verdrängte die islamische Kunst die früheren Stile in Südarabien.

## Periodisierung
Da sich die Sabäistik, die Wissenschaft vom antiken Südarabien, lange auf die philologische Erschließung der altsüdarabischen Inschriften konzentrierte, blieben die Zeugnisse der materiellen Kultur Südarabiens lange wenig erforscht, sodass die Fundlage immer noch dürftig ist. Zwar konnten für einige Einzelbereiche chronologische Muster erarbeitet werden, doch ist bislang keine allgemeine Periodisierung der altsüdarabischen Kunst möglich. Aus diesem Grund werden die verschiedenen altsüdarabischen Kunsterzeugnisse nicht unter chronologischen, sondern nur nach funktionalen Gesichtspunkten aufgeführt. Eine allgemeine Einteilung der südarabischen Kunst in drei Phasen unternahm Jürgen Schmidt: Demzufolge lassen sich drei Phasen unterteilen: die Phase, in der sich eine eigenständige Formensprache herauszubilden beginnt, das Stadium, in der eigenständige künstlerische Formen ausgebildet und kanonisiert werden, sowie die Epoche der Überlagerung der eigenen künstlerischen Ausdrucksmittel durch fremde, d. h. vor allem griechische, Einflüsse.

## Baukunst und Stadtkultur

### Bauverfahren

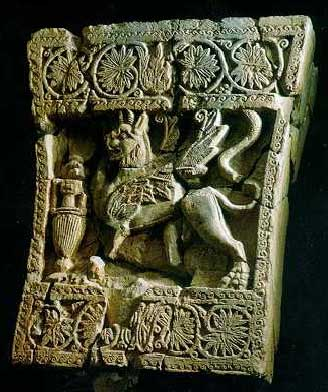
Verziertes Kapitell eines Pfeilers aus dem Königspalast von Schabwat; stratigraphische Zuordnung: 1. Hälfte des 3. Jahrhunderts.

Im Gegensatz zu Mesopotamien war im antiken Südarabien die Steinbauweise vorherrschend. Lediglich in der Küstenebene und in der hadramitischen Hauptstadt Schabwat wurde daneben auch in größerem Maße die Bauweise mit getrockneten Ziegeln angewendet. In Monumentalbauten wurden große behauene Steinquader benutzt, die ohne Mörtel übereinandergestellt wurden, nur unbehauene Steine mussten vermörtelt werden. Neben Kalkmörtel wurden auch Schlamm und Asphalt als Bindemittel verwendet. Zur Festigung hoher Mauern konnten darüber hinaus senkrechte Bleistreben und waagerechte Zapfen und Klammern eingesetzt werden. Lediglich die Außenseite der Steine wurde poliert, stärkere Mauern waren oft doppelschalig, wobei innen die rohen Seiten der Steine aneinanderstießen. Vielleicht auch aus ästhetischen Gründen wurden Mauern bei Monumentalbauten geböscht, auch Stützpfeiler und kleine Bastionen erhielten die Stabilität der Mauer. Im 5. Jahrhundert v. Chr. kam eine neue Art der Steinbearbeitung auf: die Ränder wurden poliert, die Innenfläche dagegen gepeckt. Im Laufe der Zeit veränderte sich dieser Randbeschlag, wodurch eine chronologische Einordnung des so behandelten Mauerwerks möglich ist. Innenwände wurden entweder einfach verputzt – teilweise mit Wandmalereien – oder mit steinernen Wandplatten, deren Aufmalung das Mauergefüge und teilweise sogar dreidimensionale Friese nachahmten, verdeckt. Über Deckenkonstruktionen ist wenig bekannt, Gewölbe sind in den Pillbox-Gräbern erhalten, einfache Giebeldächer werden durch Abbildungen belegt. Als Fensterscheiben dienten ca. 3 cm dicke, durchscheinende Marmor- oder Alabasterscheiben, die teilweise eingeritzte Verzierungen aufwiesen. Ein sehr wichtiges Bauelement bildeten Säulen. Bis zum 5. Jahrhundert v. Chr. waren sie schmucklose Monolithe mit rechteckigem oder quadratischem Querschnitt; solche Säulen finden sich unter anderem in der Eingangshalle des Awwam-Tempels bzw. Haram-Bilqis (DMG Ḥaram-Bilqīs) in Ma'rib. Ab dem 5. Jahrhundert wurden die Säulen durch Abflachung der Kanten schrittweise zu Rundsäulen. Seit dem 5. Jahrhundert trugen die Säulen auch Kapitelle, zunächst einfache Plinthen, aus denen sich dann verschiedene Formen entwickelten. Diese Formen wurden seit dem 2. Jahrhundert vor allem durch hellenistische Einflüsse verdrängt, daneben sind aber auch sassanidische Einflüsse erkennbar.

### Profanarchitektur

Plan des Innenbereiches von Schabwat

Archäologische Ausgrabungen der lediglich teilweise erschlossenen Ruinenfelder belegen hoch stehende Stadtkulturen mit aufwändiger Bewässerungstechnik. So geht der Staudamm von Ma'rib auf das 9. Jahrhundert v. Chr. zurück. Noch heute finden sich hiervon mächtige Überreste aus dem 6. Jahrhundert v. Chr. Es gab Städte mit öffentlichen Bauten aus glatt behauenen Kalksteinquadern, bei denen auch die Bauherrn inschriftlich genannt wurden, mit Stadttoren, Befestigungen, Straßen, Tempeln, Märkten und königlichen Residenzen.
Wie die Inschriften zeigen, existierten im vorislamischen Südarabien zahlreiche befestigte Städte (hagar), jedoch ist umstritten, inwiefern es sich bei einem hagar wirklich um eine Stadt handelte oder ob in Südarabien eine echte Urbanisierung noch gar nicht eingesetzt hatte. Die Siedlungsarchäologie hat in Südarabien bislang fast nur Stadtanlagen erfasst, unbefestigte Siedlungen dagegen wurden archäologisch kaum untersucht. Die Städte lagen oft im Talboden auf einer natürlichen oder künstlichen Erhebung, die sie vor Hochwasser schützte. Daneben finden sich auch Städte, die auf einem Hochplateau oder unter einer Burg gegründet wurden, darunter die himyarische Hauptstadt Zafar. Die meisten altsüdarabischen Städte waren rechteckig oder annähernd rechteckig, darunter Ma'rib und Schabwat. Ein besonderes Beispiel eines rechteckigen Stadtgrundrisses bildet die minäische Hauptstadt Qarnawu, deren regelmäßiger Stadtplan mit einer mittig durchlaufenden Hauptstraße und davon in regelmäßigen Abständen rechtwinklig abzweigenden Nebenstraßen eine Planung entweder bei Stadtgründung oder nach einer Zerstörung verrät. Daneben finden sich aber auch ovale oder ganz unregelmäßige Grundrisse. Verglichen mit anderen altorientalischen Städten bedeckten die altsüdarabischen Städte ein relativ geringes Gebiet, die größte Stadt Südarabiens, Ma'rib, umfasste gerade 110 ha.
Jede Stadt war durch eine, im Falle von Schabwat sogar durch zwei, Stadtmauern geschützt, in denen sich mindestens zwei Tore befanden, welche durch eigene Türme bewacht werden konnten. Der Verlauf der Stadtmauern, die entweder gerade oder durch Bastionen gegliedert waren, musste besonders in gebirgigen Gebieten an das Gelände angepasst werden, wodurch unregelmäßige Stadtgrundrisse entstanden. Teilweise wurden Städte auch durch eigene Zitadellen geschützt, wie in Schabwat, Raidan und Qana.

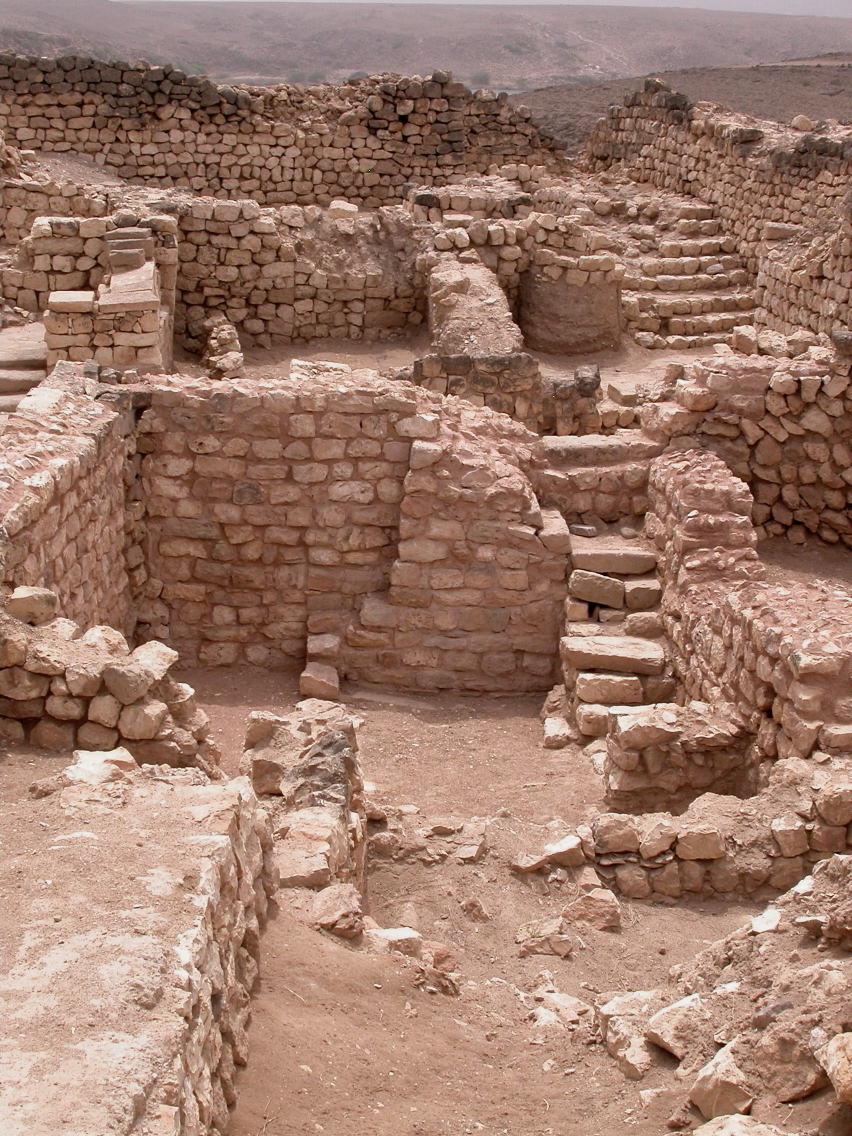
Ruinen in Khor Rori

Das Stadtinnere ist mangels archäologischer Forschungen bislang nur unzureichend bekannt. Im qatabanischen Timna befand sich hinter dem Südtor ein großer Platz, von dem die Straßen in verschiedene Richtungen abgingen. Neben den normalen Wohnbauten lassen sich im Stadtinnern verschiedener Städte Zitadellen, Paläste und Tempel nachweisen. Lediglich in Khor Rori und in Schabwat wurden größere Ausgrabungen unternommen. Auch in Schabwat befand sich hinter dem Tor ein großer Platz, an dem der Königspalast stand. Von diesem Platz aus ging eine breite Straße quer durch die Stadt; von dieser Hauptstraße aus zweigten rechtwinklig kleinere Straßen ab.
Neben den Stadtbefestigungen gab es noch weitere Befestigungsanlagen, die an wichtigen Straßenknotenpunkten oder auch an Knotenpunkten der Wasserverteilung angelegt wurden. Zwar sind noch große Ruinen solcher Burgen erhalten, jedoch wurden in keiner Ausgrabungen unternommen. Jedoch lässt sich immerhin sagen, dass sich in diesen Burgen neben Wohnräumen auch Tempel und Brunnen befanden. Zur Sicherung von Gebieten dienten Sperrmauern, die Pässe und ähnliche schwer zu umgehende Straßen blockierten, wie die Mauer von Libna, welche die Straße von Qana nach Schabwat absperren sollte.
Aufgrund der klimatischen Verhältnisse waren im südlichen Arabien Bewässerungsbauten für die Landwirtschaft unerlässlich. Die einfachsten Bewässerungsbauten waren verschiedenartige Brunnen und Zisternen; größere Zisternen konnten bis zu 12.800 m³ fassen. Wesentlich effizienter als Brunnen und Zisternen waren aber die Bewässerungsanlagen, die das Wasser der Wadis während der Regenzeit auffingen und speicherten. Das berühmteste Beispiel dieser Stauanlagen bildet der Staudamm von Ma'rib, der das Wadi Dhana an einer fast 600 m breiten Stelle aufstaute und sein Wasser über zwei Schleusenanlagen auf zwei Primärkanäle überleitete, die es über ein Kanalnetz auf die Felder verteilten. Auch anderorts wurden derartige Anlagen entdeckt oder sind durch Inschriften belegt. In Nadschran wurden darüber hinaus Aquädukte in den Fels gehauen, um das Wasser herzuleiten.
An verschiedenen Stellen in Südarabien, meist an Passstraßen (manqal), wurden gepflasterte Straßen angelegt, die teilweise mehrere Kilometer lang und mehrere Meter breit waren.

### Sakralarchitektur
In der sabäischen Hauptstadt Ma'rib fand sich das älteste Heiligtum mit überregionaler Bedeutung: Ein Tempel, der ihrem Mondgott geweiht war (9. bis 5. Jahrhundert v. Chr.). Dieser Tempel bestand aus einem über 100 m langen, ovalen Quaderbau, der mit einer rechteckigen Vorhalle verbunden war, die von einem Peristyl aus 32 Monolithpfeilern mit 5 m Höhe umgeben war. Heute finden sich nur noch geringe Reste von diesem Bauwerk.
In Sirwah war das Almaqah-Heiligtum ein weiteres bedeutendes religiöses Zentrum des Sabäerreiches, von dem die frühesten Relikte auf den Anfang des 7. Jahrhunderts v. Chr. datiert werden.
Es ist noch unklar, ob es auch Götterbilder gab, doch die Männerstatuetten, die dem Heiligtum von Ma'rib geweiht sind, belegen, dass es schon in der Mitte des 1. Jahrhunderts einen hoch entwickelten Bronzeguss gab, in dem die jeweiligen Stifter inschriftlich festgehalten wurden. Steinpostamente mit Weihinschriften bezeugen vielfach, dass bis in die Spätzeit des Himjar-Reiches Votivstatuetten aus Edelmetall und Bronze aufgestellt wurden. Auch sind Alabasterstatuetten erhalten, bei denen die Figuren mit glatten, knielangen Gewändern die Arme vorgestreckt halten.
Verglichen mit den profanen Bauten sind die Tempel insgesamt wesentlich besser erforscht, sodass hier schon die Ausarbeitung einer Typologie bzw. Entwicklungsgeschichte versucht wurde. Im Folgenden wird die Gliederung von Jürgen Schmidt und – detaillierter – M. Jung dargestellt, die sowohl die Grundrissformen als auch funktionale Gesichtspunkte berücksichtigt (im Gegensatz zu Adolf Grohmanns Einteilung, die lediglich verschiedene Grundrisstypen unterscheidet).
Die ältesten, noch vorgeschichtlichen, südarabischen Heiligtümer waren einfache stelenartige Monolithen, die durch Steinsetzungen oder Trockenmauern eingefriedet werden konnten. In einer zweiten Phase wurde die Schwelle zum eigentlichen Tempel überschritten. Diese Tempel waren einfache, zumeist rechteckige hypäthrale Steinbauten, deren Innenaufteilung zunächst sehr vielfältig war. Einige Kultbauten auf dem Dschebel Balaq al-Ausat (DMG Ǧabal Balaq al-Ausaṭ) südwestlich von Ma'rib, die aus einem Hof und einer dreigeteilten Cella bestehen, bilden das Bindeglied zu einem offenbar nur in Saba verbreiteten Tempeltyp, der einen rechteckigen Grundriss und ein Propylon aufweist und in zwei Teile, einem an drei Seiten mit Pfeilern umstandenen Innenhof und eine ebenfalls dreiteilige Cella, aufgeteilt ist. Hierzu rechnet Schmidt den um 700 v. Chr. erbauten Tempel des Mondgottes Wadd, („Wadd Dhu-Masma'“, DMG Wadd ḏū-Masmaʿ) zwischen Ma'rib und Sirwah sowie den von Yada'il Dharih I. errichteten Tempel von al-Masadschid, der von einer rechteckigen Mauer umgeben ist. Jüngere Beispiele dieses Schemas finden sich auch in Qarnawu (5. Jahrhundert v. Chr.) und al-Ḥuqqa (1. Jahrhundert v. Chr.). Möglicherweise gehört auch die Eingangshalle des großen Awwam-Tempels bei Ma'rib in diese Gruppe. In den anderen Reichen steht diesem Typ der hypostyle „Vielstützentempel“ gegenüber, mit quadratischer, rechteckiger oder auch asymmetrischer Grundform, die durch regelmäßig angeordnete Säulen gegliedert wird. Im Gegensatz zu den eben genannten sabäischen Tempeln haben diese Bauten aber keine Orientierung zu einer Cella, einem Altar etc. Anfangs besaßen diese Tempel sechs oder acht, später bis zu 35 Pfeiler. Klaus Schippmann stellt noch einen weiteren Typ daneben: den hadramitischen „Terrassentempel“, von dem bisher sieben Beispiele bekannt sind. Alle diese Tempel sind über eine große Treppe zugänglich, die auf eine eingefriedete Terrasse führt, auf der sich eine Cella mit Podium befindet. Es darf jedoch nicht vergessen werden, dass nur wenige Tempel ausgegraben wurden, weshalb sich das Bild altsüdarabischer Kultbauten stark wandeln kann.
Zur historischen Einordnung der altsüdarabischen Architektur in den Kontext jemenitischer Baukunst, vergleiche:

## Plastik
Die bemerkenswertesten Kunstwerke außerhalb der Architektur hat das vorislamische Südarabien in der Plastik hervorgebracht. Als Werkstoffe dienten neben Bronze und sehr selten Gold und Silber sowie Kalkstein vor allem Alabaster und Marmor. Typische Merkmale altsüdarabischer Plastik sind kubische Grundformen, ein plumpes Gesamtbild und die starke Betonung des Kopfes; die restlichen Körperteile dienten meist nur als schematisches und stark verkürztes Bindeglied zum Sockel oder sind nur bis zum Oberkörper dargestellt. Auch die geringe Beachtung der Proportionen, die sich in zu großen Ohren und einer zu schmalen und langen Nase äußert, kennzeichnet viele südarabische Plastiken. In den meisten Fällen wurden Vollplastiken und Reliefs direkt auf den Betrachter ausgerichtet, in Reliefs findet sich selten auch die typisch ägyptische Frontalperspektive, bei der Kopf und Beine von der Seite, der Oberkörper aber von vorne dargestellt ist. Die Pupillen wurden mit farbigem Material in Löcher eingelegt. Der Faltenwurf wurde anfangs nicht dargestellt, dann durch tiefe Rillen oder Schichten angedeutet. In der Haltung von Armen und Beinen lassen sich keine allgemeinen Merkmale feststellen.
Es sind wenige Beispiele altsüdarabischer Großplastik erhalten, wobei die Inschrift auf einer überlebensgroßen Bronzestatue des Sohnes des sabäischen Königs Dhamar'ali Yuhabirr von besonderem Interesse ist: Aus ihr geht hervor, dass die Statue von einem griechischen Künstler und seinem arabischen Assistenten angefertigt wurde. In weitaus größerer Zahl liegen kleinere Alabasterstatuen, -porträts und -reliefs vor, die zumeist Menschen, seltener Tiere oder Fabeltiere (Drachen und geflügelte Löwen mit Menschenköpfen) und – im Falle von Flachreliefs – ganze Szenen zeigen. Eine besonders beliebte Szene stellt eine Weinrebe mit Trauben und daran naschenden Säugetieren oder Vögeln und einen Mann, der eine Armbrust auf ein Tier anlegt, oder Variationen davon dar. Auch ganze Lebensszenen, wie Mahlzeiten, Kämpfe und Musikvorführungen sowie Szenen, die den Verstorbenen mit einer Gottheit zeigen, wurden auf Reliefs dargestellt.

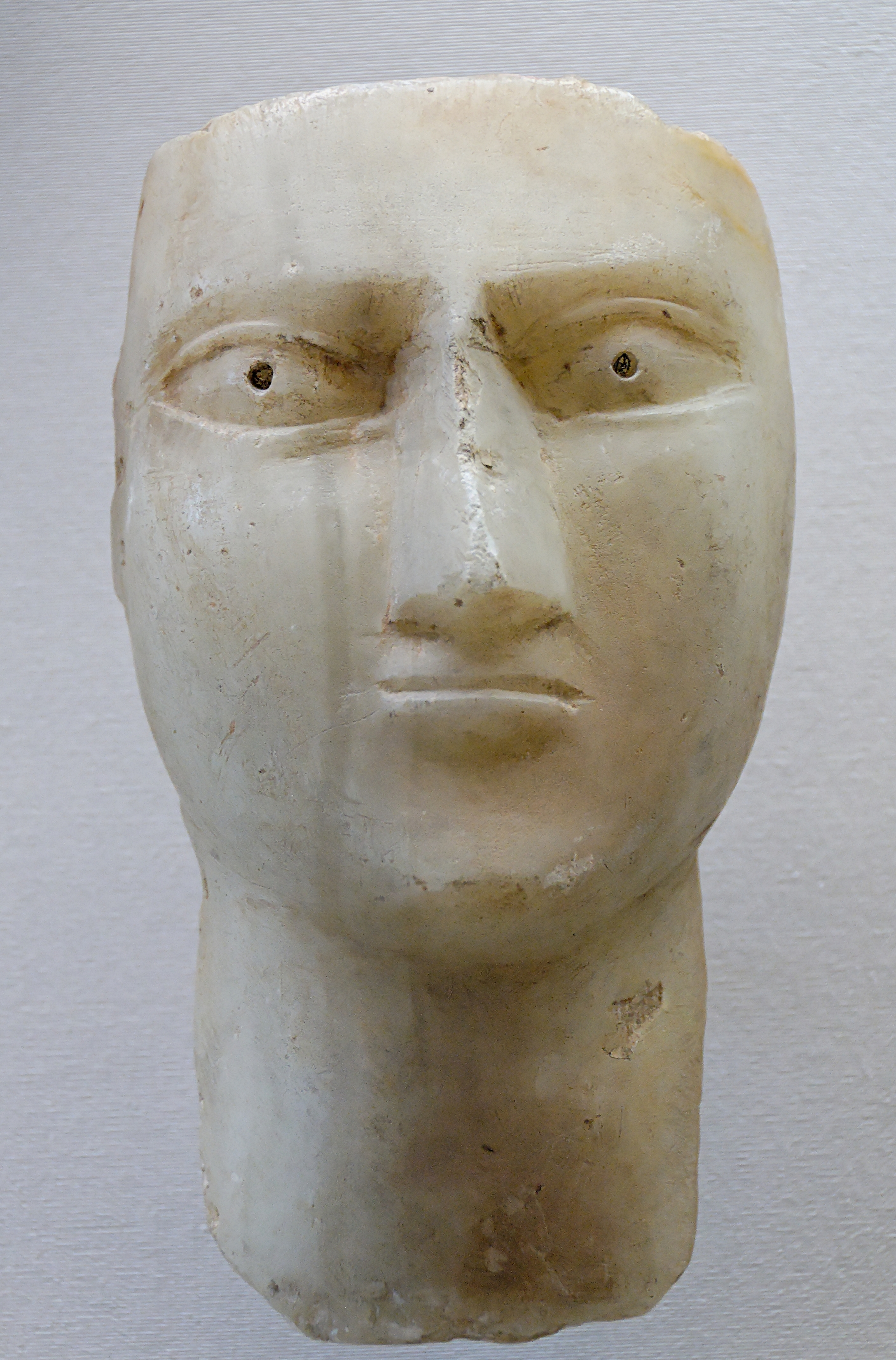
Alabasterkopf (Louvre)
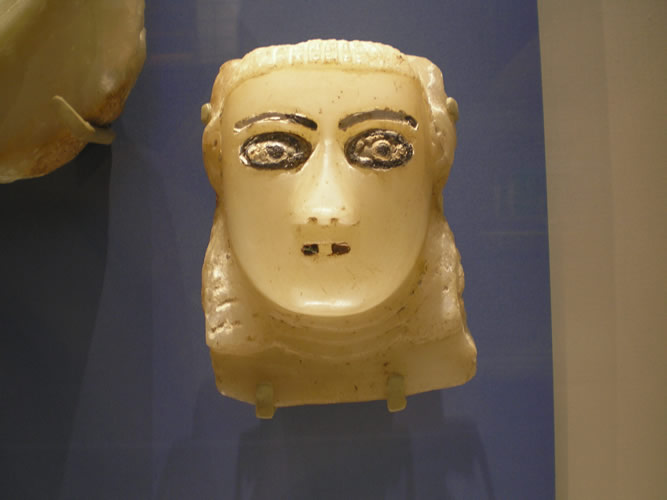
Alabasterkopf mit eingelegten Augen (British Museum)
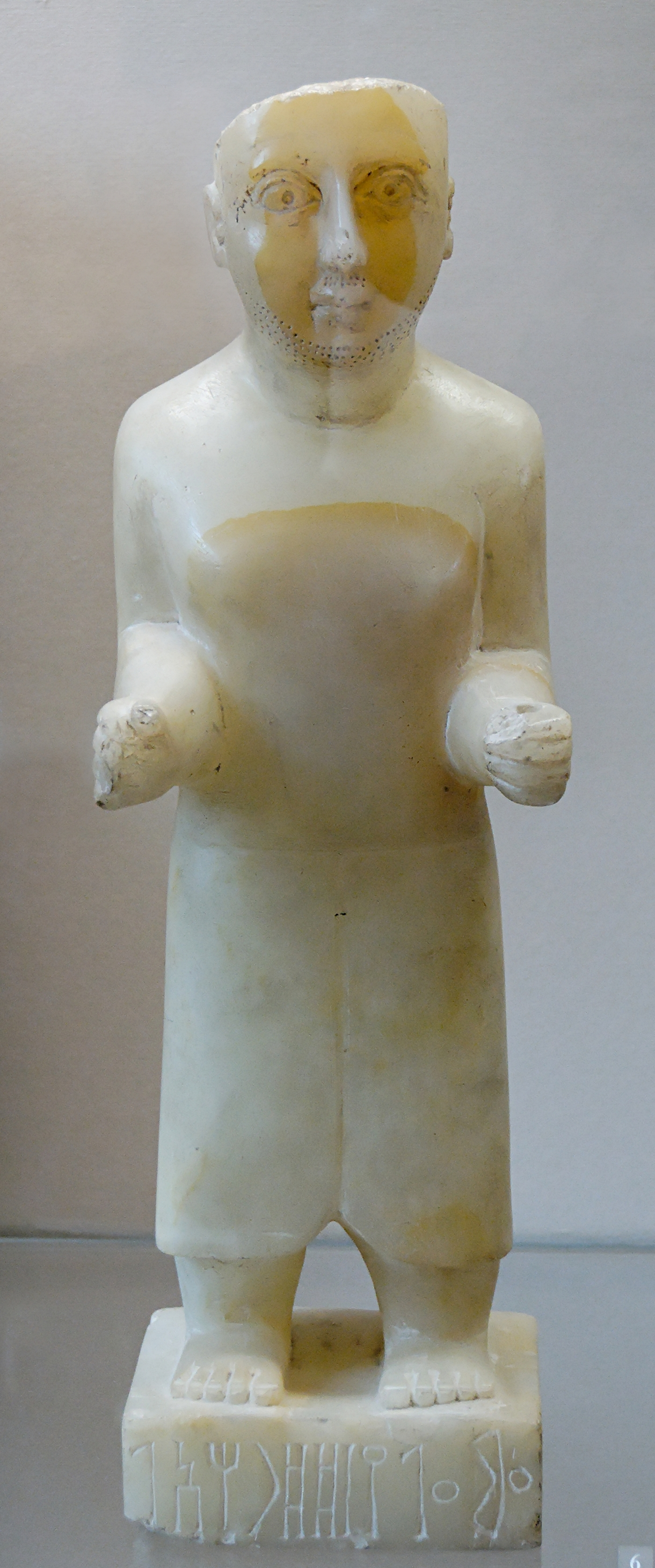
Grabstele (Alabaster) des ʿAmaʿalay dhu-Dharah'il (Hayd ibn Aqil, Qataban) (Louvre)
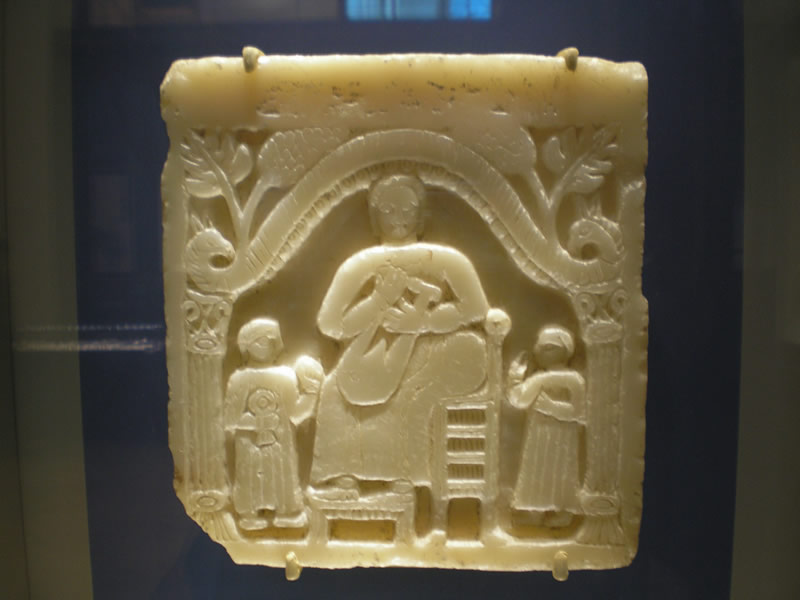
Stele, wohl aus Timna (British Museum)
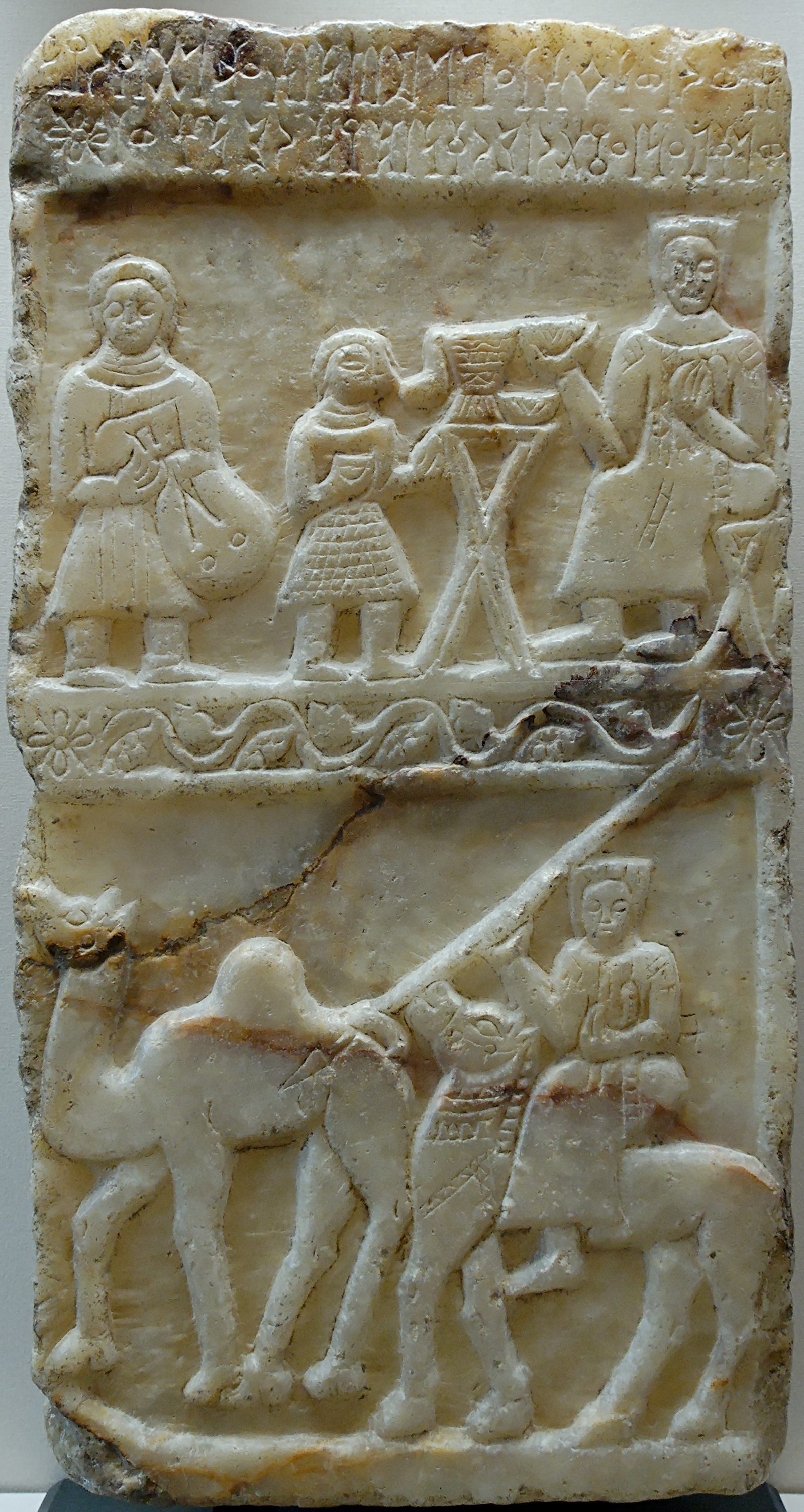
Sabäische Grabstele (Alabaster) des ʿIglum, Sohn des Saʿad Illat Qaryot, mit Darstellung des Verstorbenen in zwei verschiedenen Szenen (Louvre)
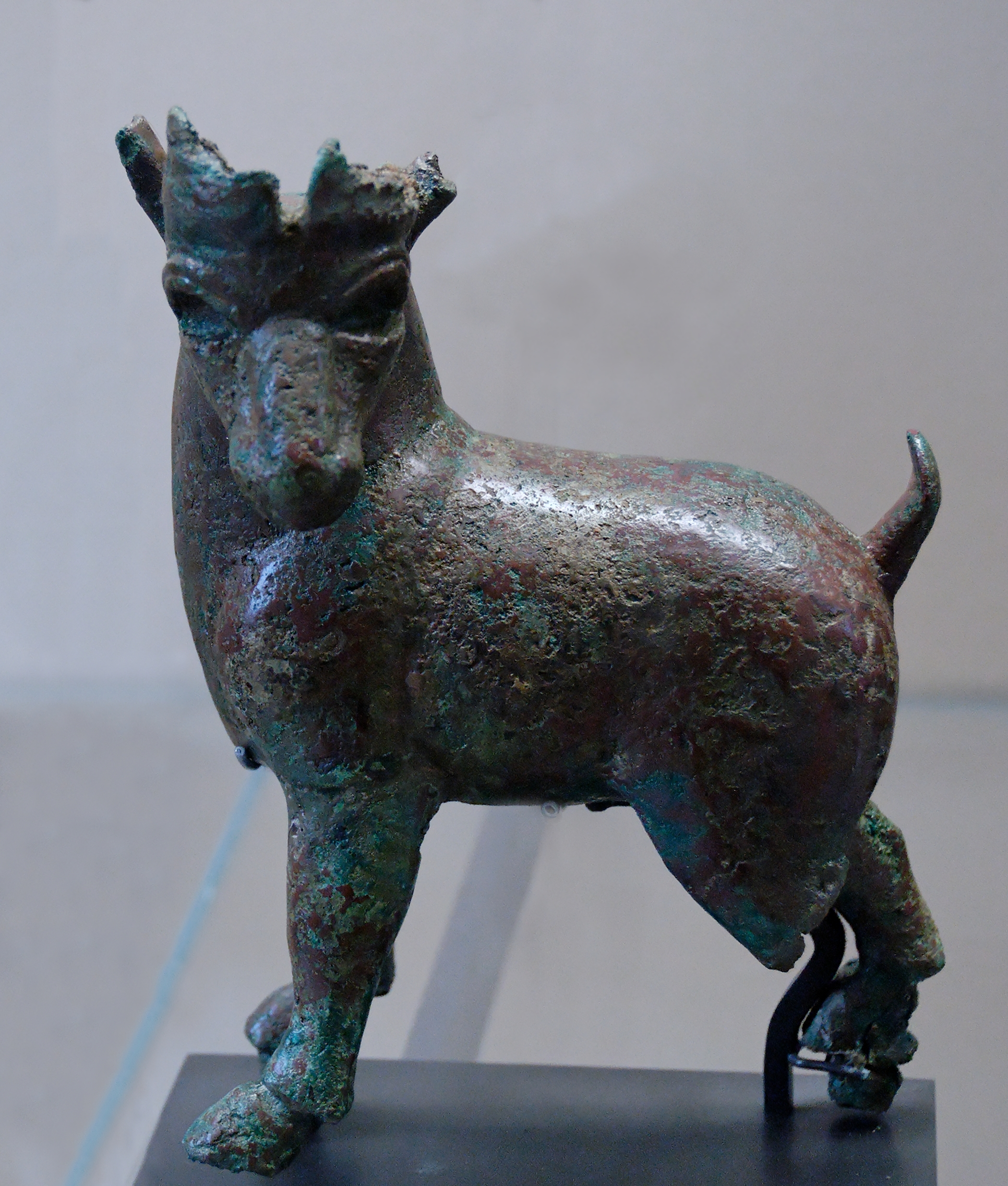
Steinbockstatuette (Bronze), um Christi Geburt (Louvre)
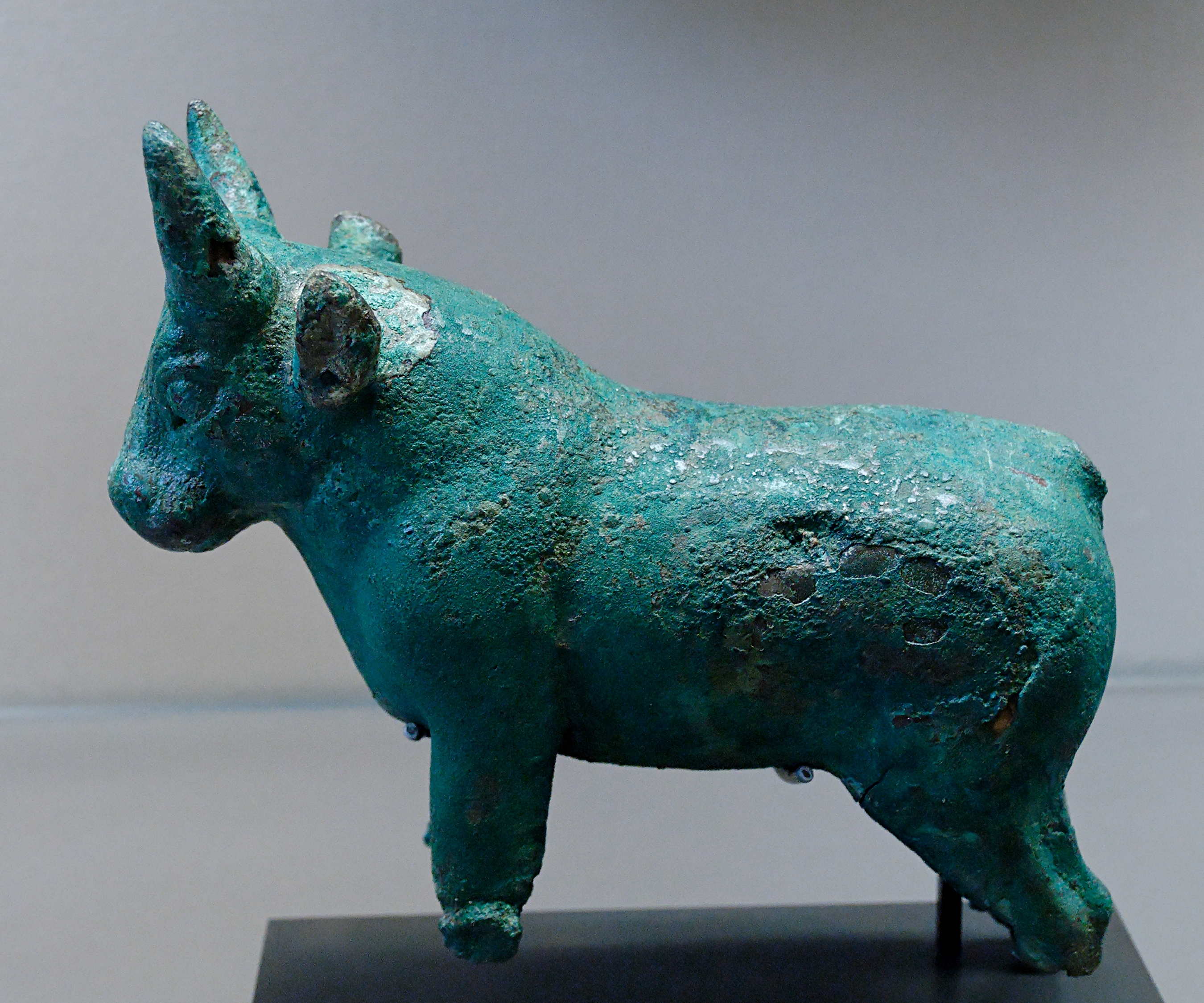
Stierstatuette (Bronze) (Louvre)
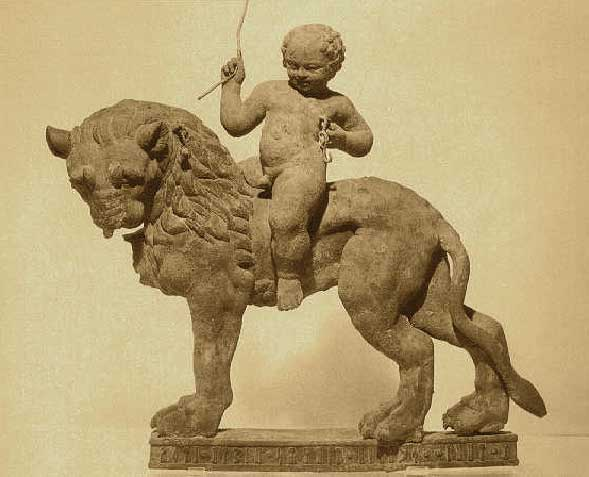
Hellenistisch beeinflusster qatabanischer Bronzelöwe mit Reiter (1. Jahrhundert v. Chr.)
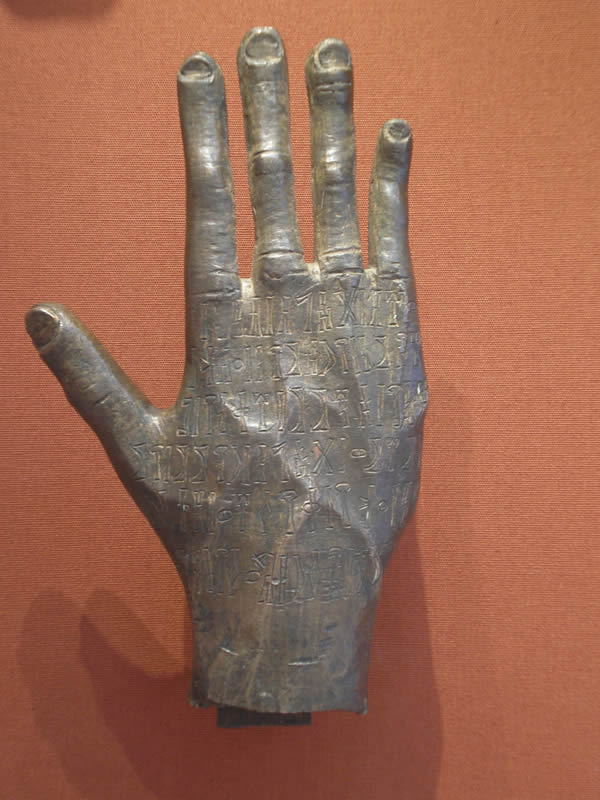
Bronzehand mit Widmung (British Museum)
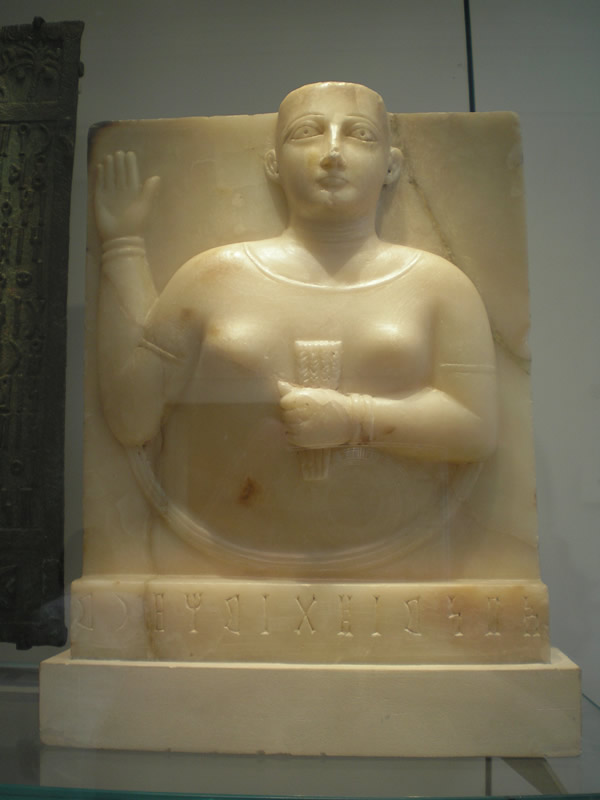
Kalzitplastik (1. Jahrhundert v. Chr.) (British Museum)
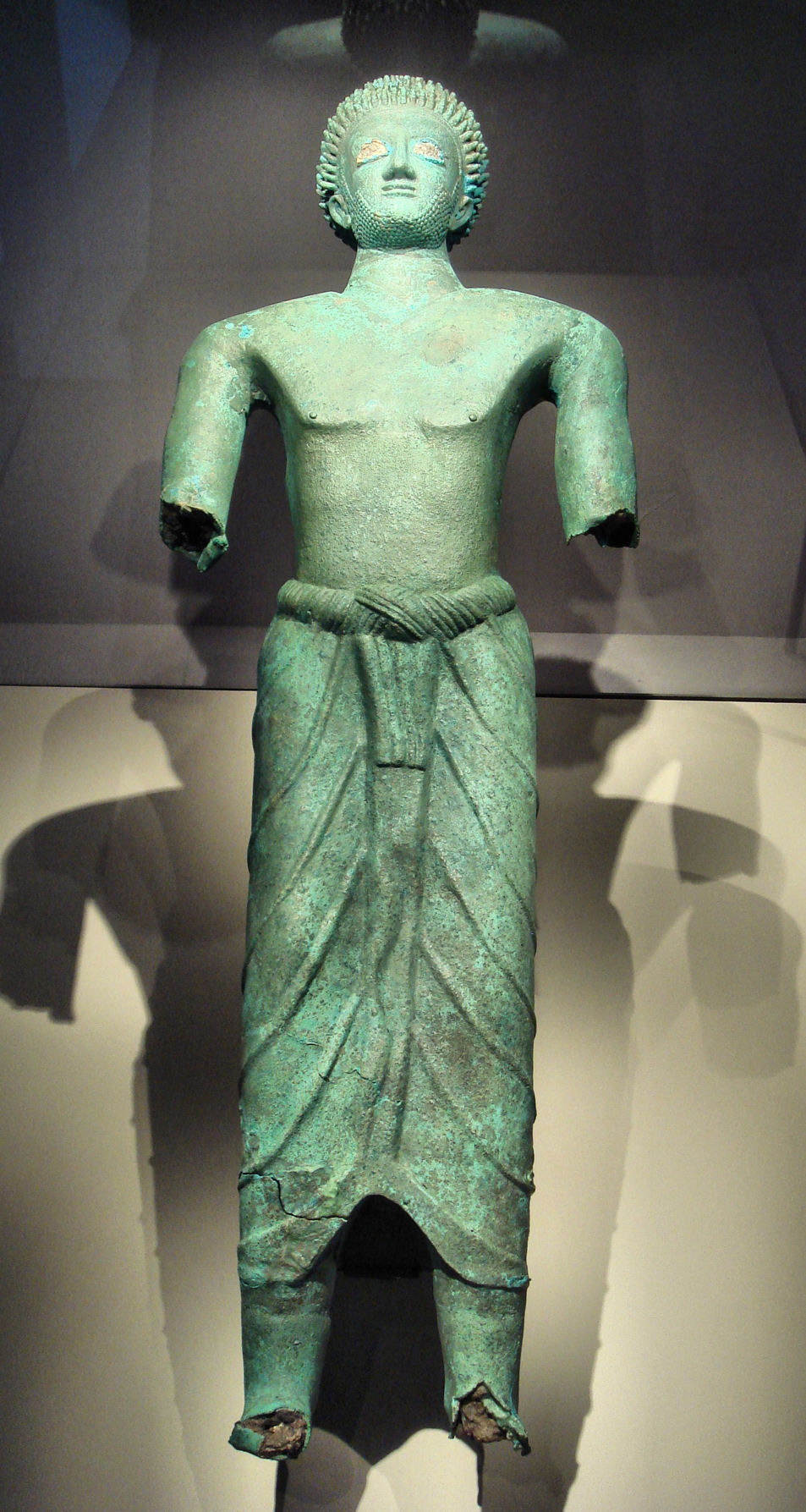
Bronzeplastik aus Naschq (Louvre)

## Kleinkunst

Geometrische Wandmalereien aus dem Tempel von al-Ḥuqqa (1. Jahrhundert v. Chr.)

Neben den größeren Kunstwerken hat das alte Südarabien noch eine ganze Reihe an verschiedenen kleineren Kunsterzeugnissen hervorgebracht. Wie anderswo ist ein ausgesprochen großes Material an Keramik vorhanden, dennoch kann dieses Material bisher nicht typologisch oder chronologisch geordnet werden, weshalb die Keramik, im Gegensatz zum restlichen Alten Orient, die Datierung einzelner Schichten nicht ermöglicht. Einige allgemeine Aussagen sind aber schon jetzt möglich. Die Ausführung der Keramik war sehr einfach; nur ein Teil der Gefäße wurde auf der Töpferscheibe gedreht. An Keramikwaren lassen sich Krüge, Schalen und Schüsseln verschiedener Größe feststellen, als Dekoration überwiegen eingeritzte oder punktierte Motive, daneben finden sich aufgemalte Muster und aufgesetzte Wulste und Zacken oder sogar Tierköpfe. Neben diesen Gebrauchsgegenständen aus Ton wurden auch einige Tonfigürchen gefunden.
An kleineren Kunstgegenständen aus Stein sind zunächst Flaschen, Öllampen, Vasen und Gefäße mit Tierköpfen als Griff zu nennen. Darüber hinaus finden sich auch Gemmen und Nachahmungen ägyptischer Skarabäen. Hierher gehören auch die zahlreichen an Bauelementen angebrachten verschiedenen Friese, unter denen sich Zickzackmuster, Abtreppungen, Querriefelung, Zahnschnitt, Nischen, kleine Scheintüren, Mäander sowie pflanzliche und figürliche Elemente, darunter Reihungen von Steinbockköpfe und die im alten Südarabien sehr beliebten Weinreben, befinden. Weitere künstlerische Elemente in Gebäuden sind die vielfältig ausgeführten Rosetten und Voluten, Ähren und Granatäpfel, vermutlich Symbole einer bäuerlichen Kultur. An zwei Fundorten kamen auch Wandmalereien zum Vorschein, nämlich geometrische Malereien im Tempel von al-Ḥuqqa sowie figürliche Darstellungen bei den französischen Grabungen in Schabwat. Holzschnitzarbeiten sind aufgrund der schlechten Haltbarkeit dieses Materials nicht erhalten, steinerne Nachbildungen von Möbeln lassen aber das Aussehen der Möbel erahnen.

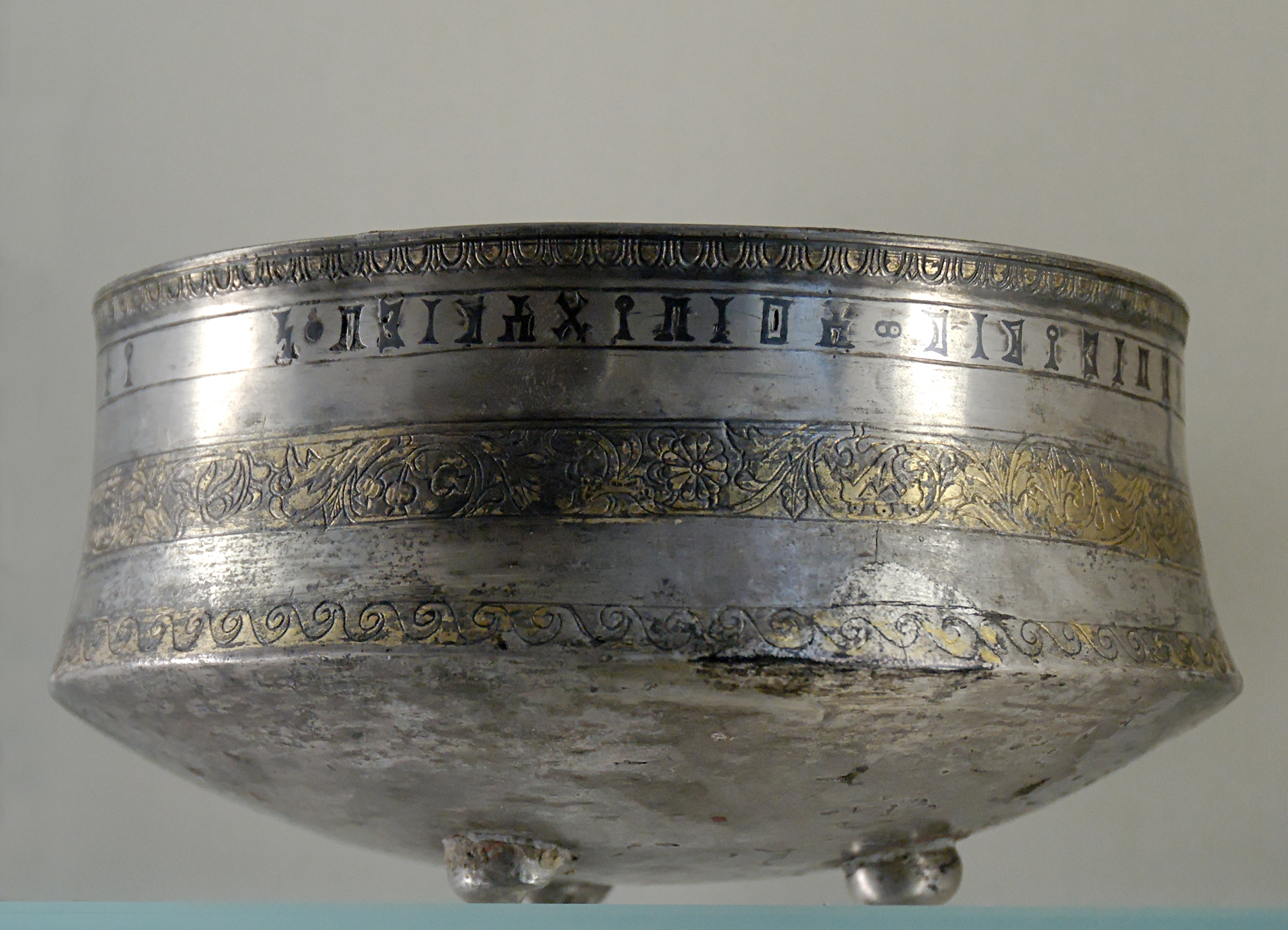
Hadramitische Metallschüssel (2.–3. Jahrhundert)

Häufig sind dagegen kleine Kunstgegenstände aus Bronze und Kupfer: Vasen und andere Gefäße aus getriebenem Kupferblech oder Bronze, Lampen, kunstvoll gearbeitete Griffe und Tierfigürchen. Ebenfalls zahlreich sind Schmuckstücke, unter denen sich teilweise goldene Halsketten sowie Goldbleche mit Tierbildern und kleine goldene Skulpturen befinden.

## Numismatik

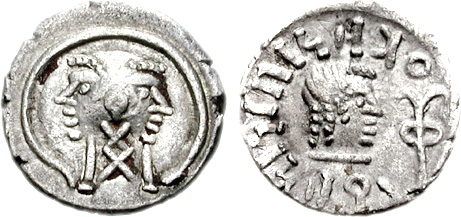
Himyarische Münze des ʿAmdan Bayyin aus Raidan (Typ 9)

Wie auch in anderen antiken „Randkulturen“, die eine eigene Münzprägung besaßen, waren die altsüdarabischen Münzen zunächst Nachahmungen griechischer Münzen. Aus Südarabien sind hauptsächlich Silbermünzen bekannt, Bronze- und Goldmünzen sind dagegen sehr selten. Die folgende Typologie folgt im Wesentlichen der von G. Dembski (siehe Literaturverzeichnis). Es ist anzumerken, dass die Nummerierung der Münztypen nur teilweise eine gesicherte Chronologie widerspiegelt.
1. Die ältesten südarabischen Münzen wurden wohl um 300 v. Chr. geprägt. Es handelte sich dabei um Nachahmungen der athenischen Tetradrachme alten Stils, die auf dem Avers den Kopf der Athene und auf dem Revers Eule, Mondsichel und Ölzweig trägt. Im Gegensatz zu ihren Vorgängern wurde bei den südarabischen Prägungen aber der Münzwert markiert: ganze Münzen mit dem Buchstaben n, halbe mit einem g, Viertel mit einem t und Achtel mit einem s2.
2. Etwas spätere Prägungen zeigen auf dem Revers zusätzlich verschiedene Monogramme und/oder Buchstaben, die jedoch noch nicht zufriedenstellend gedeutet wurden.
3. Die dritte, qatabanische, Gruppe zeigt auf beiden Seiten einen Kopf und auf dem Revers zusätzlich den Namen der Münzstätte Harb (DMG Ḥarib) bei Timna.
4. Wohl ebenfalls qatabanisch ist die nächste Gruppe, die auf dem Revers wieder eine Eule zeigt, dazu den Namen Schahr Hilal, die Buchstaben ḏ und ḥ sowie das „Yanuf-Monogramm“.
5. Etwa im 2. Jahrhundert v. Chr. ist der folgende Typ anzusetzen, der einerseits die athenische Tetradrachme neuen Stils nachahmt, andererseits aber Legende und Monogramme von früheren Münzen übernimmt.
6. Von diesem Typ ist die sechste Gruppe abgeleitet, die keine Inschrift, sondern nur noch Symbole bzw. Monogramme zeigt.
7. Vielleicht im Zusammenhang mit dem Feldzug des Aelius Gallus 25 v. Chr. gelangten Elemente römischer Münzen in die nun folgenden Prägungen, die ansonsten gleich blieben.
8. Ganz anders sehen Münzen einer eindeutig hadramitischen Gruppe aus: Sie zeigen in verschiedenen Variationen einen Stier, der laut Beischrift den Gott Sin darstellt, den Namen des Palastes s2qr, einen strahlenden Kopf oder einen Adler.[10]
9. Von besonderer Bedeutung für die Geschichte Südarabiens ist der nun folgende Typ, der auf dem Revers einen Kopf, einen Königsnamen sowie eine Münzstätte, meist Raidan und Monogramme zeigt.
10. Isoliert sind einige Bronzemünzen, die auf dem Avers einen Kopf mit Buchstaben und auf dem Revers einen Adler abbilden. Sie sind möglicherweise hadramitisch.

Das Ende der südarabischen Münzprägung ist nicht sicher zu datieren, vermutlich ist es um 300 n. Chr. anzusetzen.